# Баптистерий в Пуатье
Баптистерий Иоанна Крестителя (фр. Baptistère Saint-Jean) — религиозное сооружение во французском городе Пуатье. Предполагается, что это старейшее из существующих в настоящее время христианских строений во Франции, а также один из наиболее значимых примеров архитектуры эпохи Меровингов.

## История

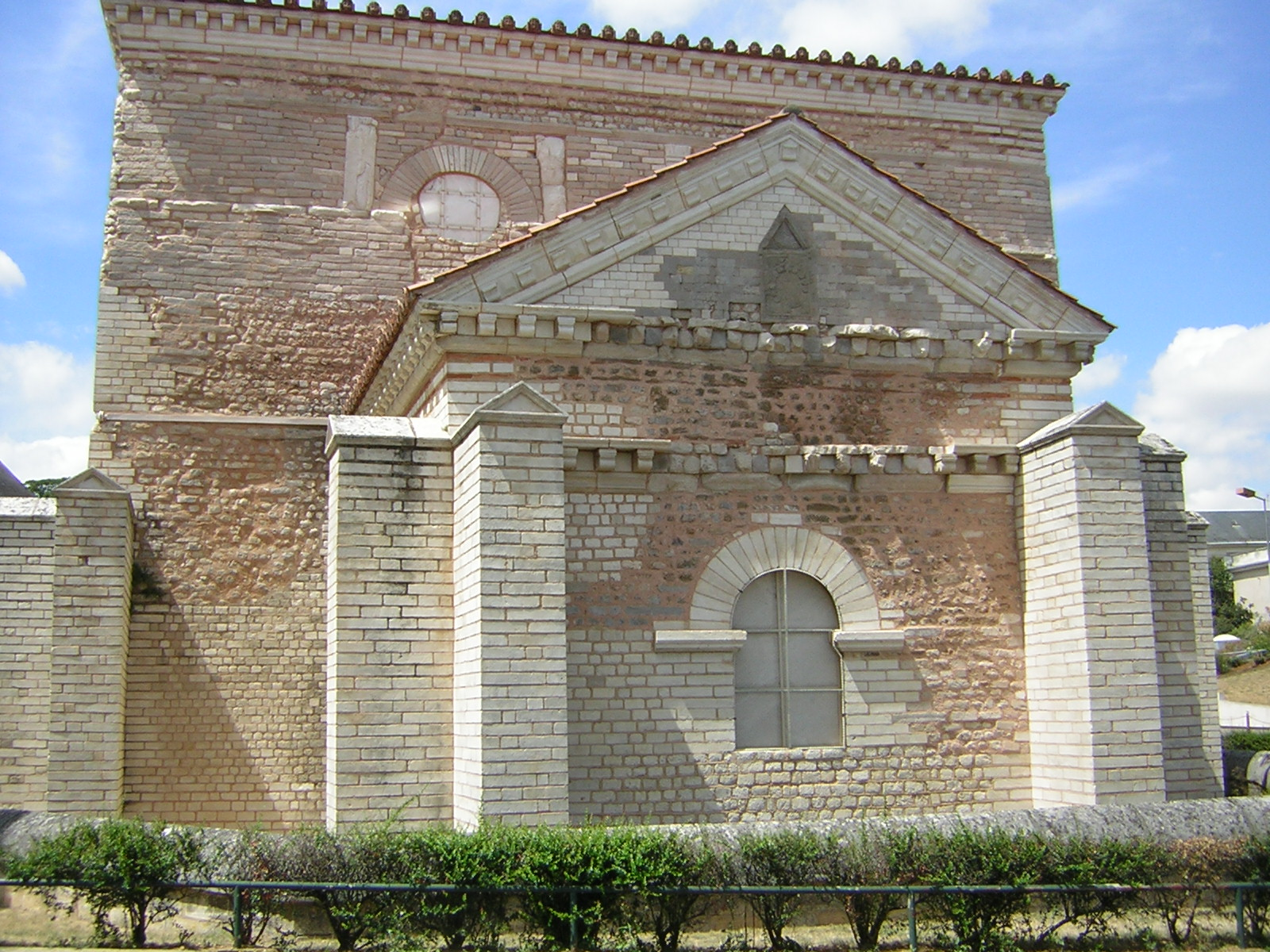
Восточный фасад

### Древнеримские корни
Срединная часть здания была сооружена примерно к 360 году прямо на фундаментах римских зданий, разрушенных в 276 году. Впоследствии это место стало кварталом Епископов в городе Пуатье — неподалёку жил Святой Иларий и в дальнейшем был основан кафедральный собор Святого Петра. Первоначальное здание претерпело множество изменений. В VI веке здесь появилась купель для крещения, поскольку в то время обряд крещения проводился с полным погружением.

### Начало Средневековья и Восстановление
В V веке, в период вторжения вестготов, здание было сильно повреждено. Восстановление баптистерия началось после победы короля франков Хлодвига I над королём вестготов Аларихом II в 507 году в битве при Вуйе, недалеко от Пуатье. Были восстановлены верхние части стен святилища, добавлены три апсидиолы, образуя трансепт и апсиду, а также здание было декорировано снаружи и изнутри.

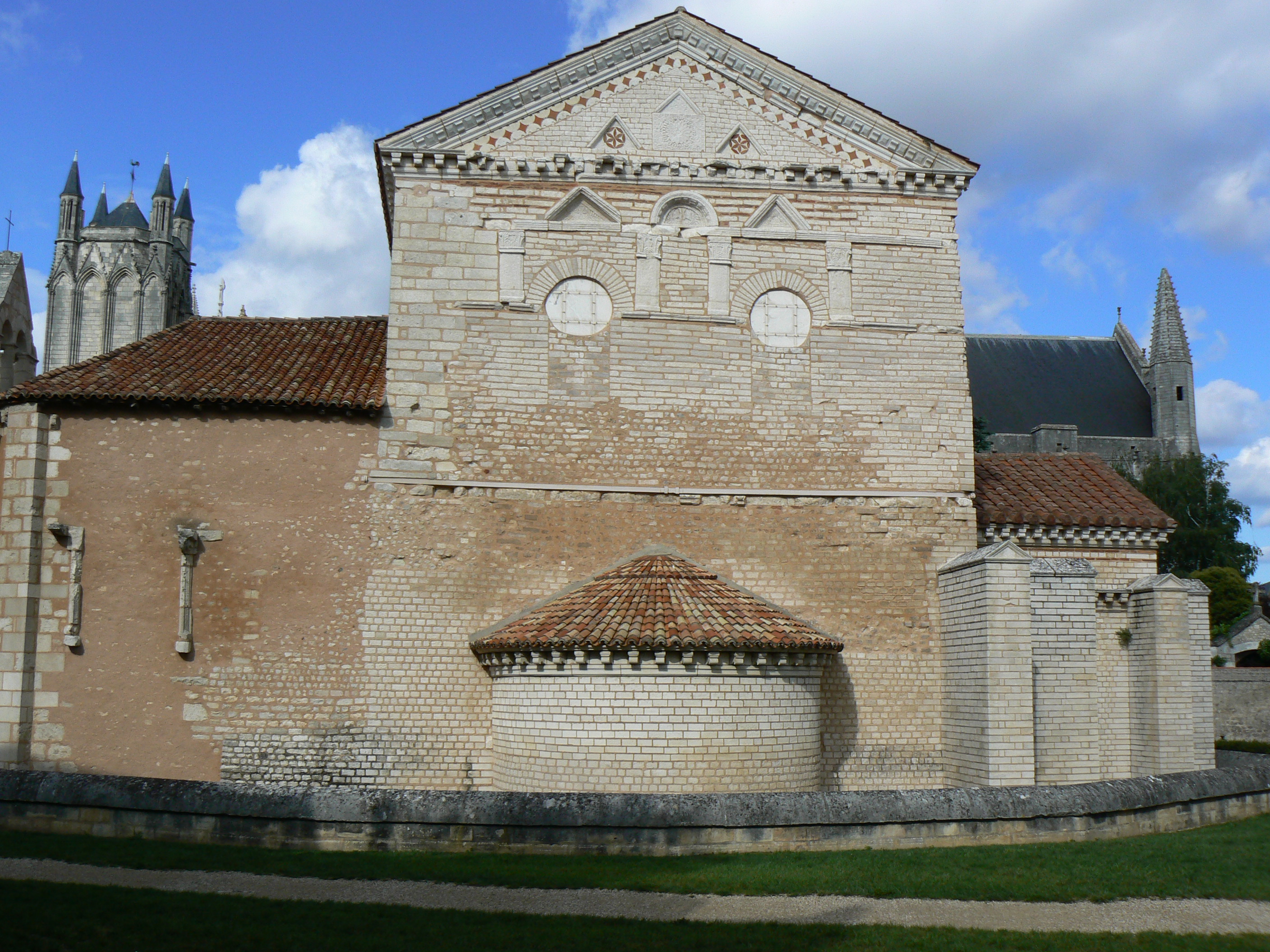
Южный фасад

К X веку здание обветшало, его перестроили и расширили. Две небольшие ризницы были разобраны (они использовались для подготовки оглашенных обоих полов), боковые апсидиолы по краям трансепта были перестроены в виде апсид, а квадратный притвор получил существующую и по сей день многоугольную форму. Примерно в это же время Католическая церковь прекратила практику крещения с полным погружением, бассейн для крещения был заделан и вместо него появилась крестильная чаша. После этого баптистерий стал приходской церковью.

### Позднее Средневековье
В период с XII по XIV века церковь была украшена фресками, которые видны и сегодня. На них представлены Вознесение Господне, символичные павлины, всадники в балахонах, один из которых римский император Константин, и бюст Девы Марии.

### Настоящее время

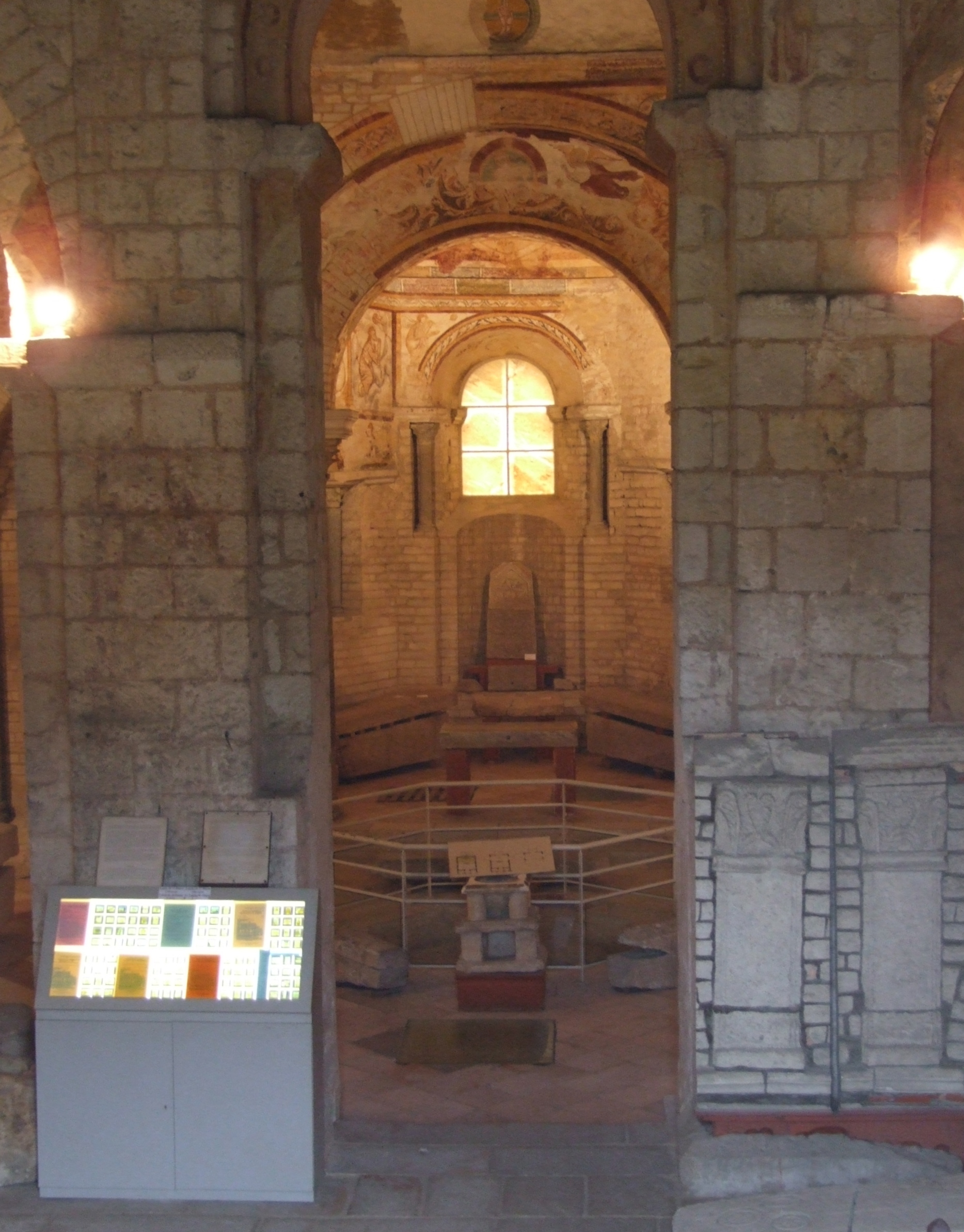
Внутреннее пространство

В 1791 году во время Французской революции здание было закрыто и покинуто. Его конфисковали у церкви и продали как национальную собственность частному лицу, которое использовало это здание в качестве склада. Благодаря открытой подписке здание было спасено от разрушения и выкуплено в 1834 году. В середине XX века в баптистерии проведены реставрационные работы.
В ходе раскопок, проведённых в XX веке, был найден резервуар для крещения, а также была установлена более точная дата возведения здания. Это уточнение срока строительства помогло опровергнуть версию, что баптистерий сначала был языческим храмом и по этой причине одно время имел название Храм Святого Ионанна. Вместо этого, похоже, что здание в действительности было построено для крещения, таинство которого до этого отправляли в реке Клэн, которая протекает в ста метрах отсюда.
Несмотря на прошедшие столетия разрушений, реконструкций и прочих изменений, баптистерий сохранил свои первоначальные романские отличительные признаки.
В наши дни в баптистерии устроен небольшой музей, где представлено множество каменных саркофагов, которые датируются V—VII веками. Многие из них имеют наглядное резное оформление. Здесь также представлены найденные при раскопках фрагменты древнеримских колонн, крестильные чаши и другие каменные реликвии.